# Margaret Gomm
Margaret Olive Gomm (* 27. März 1921 in Brentford; † 26. Februar 1974 in Hillingdon) war eine britische Schwimmerin.

## Karriere
Gomm nahm bereits mit 13 Jahren im Jahr 1934 an den British Empire Games teil. In London scheiterte sie über 200 yds Brust knapp an den Medaillenrängen und wurde Vierte. Zwei Jahre später nahm sie an den Olympischen Spielen in Berlin teil. Dort erreichte sie über 200 m Brust das Halbfinale.